# Marići (Kanfanar)
 Marići  (olaszul: Marici) falu Horvátországban, Isztria megyében. Közigazgatásilag Kanfanarhoz tartozik.

## Fekvése
Az Isztria középső részén, Pazintól 18 km-re délnyugatra, községközpontjától 1 km-re délkeletre fekszik.

## Története
A településnek 1880-ban 125, 1910-ben 174 lakosa volt. Az első világháború után a rapallói szerződés értelmében Isztria az Olasz Királysághoz került. A második világháború után Jugoszlávia része lett. Jugoszlávia felbomlása után 1991-ben a független Horvátország része lett. 2011-ben a falunak 140 lakosa volt. Lakói mezőgazdasággal, állattenyésztéssel foglalkoznak.

## Lakosság
| Lakosság változása | Lakosság változása | Lakosság változása | Lakosság változása | Lakosság változása | Lakosság változása | Lakosság változása | Lakosság változása | Lakosság változása | Lakosság változása | Lakosság változása | Lakosság változása | Lakosság változása | Lakosság változása | Lakosság változása | Lakosság változása |
| ------------------ | ------------------ | ------------------ | ------------------ | ------------------ | ------------------ | ------------------ | ------------------ | ------------------ | ------------------ | ------------------ | ------------------ | ------------------ | ------------------ | ------------------ | ------------------ |
| 1857               | 1869               | 1880               | 1890               | 1900               | 1910               | 1921               | 1931               | 1948               | 1953               | 1961               | 1971               | 1981               | 1991               | 2001               | 2011               |
| 0                  | 0                  | 125                | 132                | 141                | 174                | 0                  | 0                  | 137                | 149                | 159                | 144                | 135                | 131                | 121                | 140                |